# Marianne Ihalainen
Marianne Ihalainen, född den 22 februari 1967 i Tammerfors i Finland, är en finländsk ishockeyspelare.
Hon tog OS-brons i damernas ishockeyturnering i samband med de olympiska ishockeytävlingarna 1998 i Nagano.